# Memoriademadrid
La Biblioteca Digital memoriademadrid es una Institución cultural dependiente del Departamento de Tecnología, Innovación y Accesibilidad de la Dirección General de Archivos, Bibliotecas y Museos del Ayuntamiento de Madrid. Tiene entre sus competencias la de la digitalización y difusión a través de internet del patrimonio documental, bibliográfico, museístico, arquitectónico y monumental conservado por el Ayuntamiento de Madrid. Su sede física se encuentra en el Cuartel del Conde-Duque, en el patio Norte.

## Historia
En 2008 surge la iniciativa para la creación de un portal que difunda la memoria histórica de la ciudad, enmarcada en las actuaciones recogidas en la publicación Madrid 2012: ciudad en red para la implantación de la sociedad de la información en la ciudad Madrid. Una de las líneas de actuación acometidas fue la digitalización del patrimonio conservado en las instituciones dependientes de la actual Área de Gobierno de Las Artes, Deportes y Turismo, como el Archivo de Villa, la Hemeroteca Municipal de Madrid, la Biblioteca Histórica Municipal de Madrid, la Biblioteca Musical Víctor Espinós, la Imprenta Municipal, el Museo de Historia de Madrid o el Museo de San Isidro.
El objetivo que se pretendía alcanzar con la digitalización era, por un lado, mejorar la conservación del patrimonio bibliográfico y documental y, por otro, contribuir a su difusión en la red, no limitada a un público erudito e investigador, sino a los ciudadanos que sientan curiosidad por la historia de Madrid.
El portal www.memoriademadrid.es se puso en marcha en 2008 con el impulso dado por la conmemoración de la Guerra de la Independencia Española para el que se digitalizaron y publicaron diversos fondos procedentes de las instituciones ya mencionadas, gracias a la subvención recibida por el Plan Avanza del Ministerio de Industria, Turismo y Comercio. El aspecto lúdico no se descuidó realizándose, entre otras cosas: la exposición virtual "Madrid 1808: ciudad y protagonistas"; una zona de descargas con curiosidades como la tipografía "Ibarra Real" implementada para ordenadores; o la adaptación de un juego de naipes del siglo XIX conservado en el Museo de Historia de Madrid al entorno virtual.
A partir de entonces, se han acometido planes de digitalización anuales; se han publicado especiales conmemorativos, como el del centenario de la Gran Vía; y se han preparado exposiciones y visitas virtuales a edificios emblemáticos de la ciudad, como el Templo de Debod y la Ermita de San Antonio de la Florida. En paralelo se ha abierto un blog y perfiles en Facebook, Twitter y Youtube desde los que interactuar con el público.
Durante estos años se han establecido además proyectos de colaboración que han ayudado al crecimiento de la colección, como el suscrito entre la Biblioteca Histórica Municipal de Madrid y la Biblioteca Virtual Miguel de Cervantes para el desarrollo del portal Teatro Clásico Español, el firmado entre la Hemeroteca Municipal y el Ministerio de Educación, Cultura y Deporte para aportar fondos a la Biblioteca Virtual de Prensa Histórica, o el convenio entre el Archivo de Villa y el CSIC para la digitalización del padrón municipal y su inclusión en el proyecto HISDI-MAD. Otro de los proyectos que lleva adelante es "Memoria de los Barrios" que consiste en la  digitalización, de fotografías y otros documentos en manos de la ciudadanía susceptibles de aportar información acerca de la historia y los habitantes de los barrios de Madrid. Se realiza en colaboración con la red de Bibliotecas Públicas del Ayuntamiento de Madrid en el marco de la construcción cooperativa de la colección local.